# Maria Magdalena (film)
Maria Magdalena (originaltitel: Mary Magdalene) är en amerikansk dramafilm om Maria från Magdala, i regi av Garth Davis. Huvudrollerna spelas av Rooney Mara, Joaquin Phoenix, Chiwetel Ejiofor och Tahar Rahim. I Sverige fick filmen biopremiär den 23 mars 2018.

## Rollista (i urval)
- Rooney Mara – Maria från Magdala
- Joaquin Phoenix – Jesus
- Chiwetel Ejiofor – Petrus
- Tahar Rahim – Judas
- Hadas Yaron – Sara
- Ryan Corr – Josef
- Shira Haas – Lea
- Uri Gavriel – Filippos
- Charles Babalola – Andreas
- Tawfeek Barhom – Jakob
- Tzachi Halevy – Efraim
- Zohar Shtrauss – Johannes
- Michael Moshonov – Matteus
- Ariane Labed – Rakel
- Theo Theodoridis – Lasaros